# Медведев, Никита Олегович
Ники́та Оле́гович Медве́дев (род. 17 декабря 1994, Ижевск) — российский футболист, вратарь клуба «Пари Нижний Новгород».

## Клубная карьера

### «Зенит-Ижевск»
Воспитанник ижевского футбола, дебютировал на профессиональном уровне 29 сентября 2013 года за клуб «Зенит-Ижевск» в гостевом матче против пермского клуба «Октан» в рамках первенства Второго дивизиона. Став основным голкипером команды, провёл за три неполных сезона 44 матча.

### «Ростов»
22 февраля 2016 года перешёл в «Ростов». 9 сентября 2016 года дебютировал в РФПЛ в матче против «Крыльев Советов», выйдя на поле в стартовом составе из-за травмы основного вратаря Сослана Джанаева.
16 февраля 2017 года дебютировал в еврокубках в матче 1/16 Лиги Европы против чешской «Спарты».
В первом же своем сезоне в РФПЛ установил ряд рекордов — по продолжительности сухой серии в рамках одного турнира: 25 апреля 2017 года, отстояв «на ноль» в матче с «Уфой», достиг отметки в 862 минуты. До этого в рамках одного первенства самая длинная сухая серия была у Максима Левицкого из «Черноморца» (809 минут) в 2000 году. 30 апреля 2017 года побил рекорд по продолжительности сухой серии за всю историю чемпионатов России (952 минуты). До этого рекорд составлял 939 минут и был установлен Русланом Нигматуллиным из «Локомотива» в 1999—2000 годах. Также помог команде установить рекорд России по количеству сухих матчей, идущих подряд (9 матчей). До этого рекорд был 8 матчей и принадлежал «Локомотиву».
В апреле 2017 года ряд СМИ сообщил об интересе в услугах Медведева клуба «Монако».
Летом 2017 года покинул «Ростов».

### «Локомотив»
14 июня 2017 года перешёл в московский «Локомотив» в статусе свободного агента, подписав пятилетний контракт. 21 сентября дебютировал в гостевом матче Кубка России 2017/18 на стадии 1/16 финала в матче с самарскими «Крыльями Советов», пропустил три мяча (2:3). 2 ноября 2017 года на 33-й минуте вышел на замену вместо травмированного Маринато Гилерме в домашнем матче 4-го тура группового этапа Лиги Европы против «Шерифа», пропустил два мяча (1:2).
После 2017 года на поле в официальных матчах не выходил. 14 августа 2020 года покинул «Локомотив», контракт был расторгнут по обоюдному согласию сторон.

### «Рубин»
17 августа 2020 года перешел в казанский «Рубин», подписав контракт до конца сезона. Дебютировал за «Рубин» 13 сентября 2020 года в матче против московского «Динамо» (1:0).

### Возвращение в «Ростов»
В июле 2022 года вернулся в «Ростов», подписав с клубом соглашение по схеме «2+1».

### «Пари Нижний Новгород»
23 июня 2024 года перешёл в «Пари Нижний Новгород», заключив с клубом контракт на три года. Дебютировал за клуб 22 июля в домашнем матче первого тура РПЛ против казанского «Рубина».

## Карьера в сборной
В 2016 году вызывался в молодёжную сборную России, но за неё не сыграл ни одной игры.

## Достижения

### Командные
«Локомотив» Москва
- Чемпион России (1): 2017/18
- Обладатель Кубка России (1): 2018/19
- Обладатель Суперкубка России (1): 2019

### Личные
- Обладатель рекордной сухой серии чемпионата России (1034 минуты)[16]: с 30 ноября 2016 по 6 мая 2017

## Клубная статистика
| Клуб               | Сезон   | Чемпионат | Чемпионат | Кубок | Кубок | Еврокубки | Еврокубки | Всего | Всего |
| Клуб               | Сезон   | Игры      | Голы      | Игры  | Голы  | Игры      | Голы      | Игры  | Голы  |
| ------------------ | ------- | --------- | --------- | ----- | ----- | --------- | --------- | ----- | ----- |
| Зенит-Ижевск       | 2013/14 | 15        | −12       | 0     | 0     | —         | —         | 15    | −12   |
| Зенит-Ижевск       | 2014/15 | 25        | −24       | 1     | −1    | —         | —         | 26    | −25   |
| Зенит-Ижевск       | 2015/16 | 4         | −5        | 4     | −2    | —         | —         | 8     | −7    |
| Зенит-Ижевск       | Итого   | 44        | −41       | 5     | −3    | —         | —         | 49    | −44   |
| Ростов             | 2016/17 | 17        | −9        | 1     | −4    | 4         | −3        | 22    | −16   |
| Ростов             | Итого   | 17        | −9        | 1     | −4    | 4         | −3        | 22    | −16   |
| Локомотив (Москва) | 2017/18 | 0         | 0         | 1     | −3    | 1         | −2        | 2     | −5    |
| Локомотив (Москва) | 2018/19 | 0         | 0         | 0     | 0     | —         | —         | 0     | 0     |
| Локомотив (Москва) | 2019/20 | 0         | 0         | 0     | 0     | 0         | 0         | 0     | 0     |
| Локомотив (Москва) | Итого   | 0         | 0         | 1     | −3    | 1         | −2        | 2     | −5    |
| Рубин              | 2020/21 | 4         | −5        | 1     | −2    | —         | —         | 5     | −7    |
| Рубин              | 2021/22 | 1         | −2        | 0     | 0     | 1         | 0         | 2     | −2    |
| Рубин              | 2022/23 | 1         | 0         | —     | —     | —         | —         | 1     | 0     |
| Рубин              | Итого   | 6         | −7        | 1     | −2    | 1         | 0         | 8     | −9    |
| Ростов             | 2022/23 | 0         | 0         | 2     | 0     | —         | —         | 2     | 0     |
| Ростов             | 2023/24 | 0         | 0         | 3     | −5    | —         | —         | 3     | −5    |
| Ростов             | Итого   | 0         | 0         | 5     | −5    | —         | —         | 5     | −5    |
| Всего              | Всего   | 67        | −57       | 13    | −17   | 6         | −5        | 86    | −79   |